# 松德

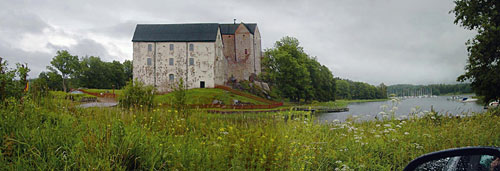

松德（瑞典語：Sund）是芬蘭的城鎮，由奧蘭群島負責管轄，面積184.12平方公里，鎮上的教堂始建於十八世紀，主要經濟活動是旅遊業，2013年人口1,037，人口密度為每平方公里9.6人，該市的主要語言是瑞典語。從瑞典斯德哥爾摩到芬蘭圖爾庫的古老中世紀郵政路線經過松德。

## 外部連結
- Municipality of Sund （页面存档备份，存于） – Official website
- Map of Sund municipality

60°13′25″N 20°10′10″E / 60.2236°N 20.1694°E